# أدب نسوي

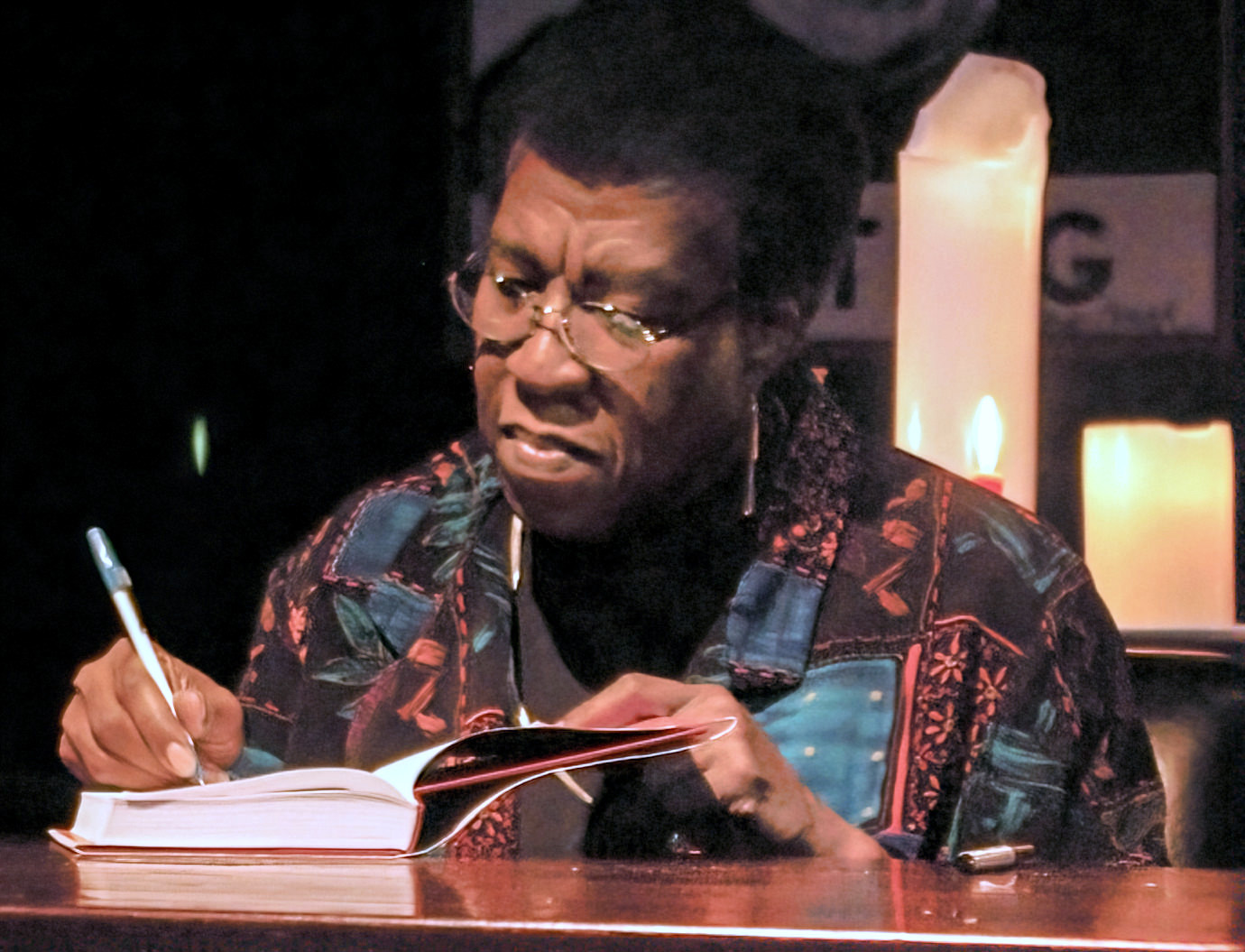

الأدب النسوي (أدب نسوي) أو الأدب النسائي ويطلق عليه أيضا أدب الأنثى أو أدب المرأة وهو يشير إلى الأدب الذي يكون النص الإبداعي فيه مرتبطا بطرح قضية المرأة والدفاع عن حقوقها دون أن يكون الكاتب امرأة بالضرورة. فيعرفه بذلك البعض على أنه «الأدب المرتبط بحركة نصرة المرأة وحرية المرأة وبصراع المرأة الطويل التاريخي للمساواة بالرجل»، بينما يعتبره البعض الآخر «مصطلح يستشف منه افتراض جوهر محدد لتلك الكتابة بتمايز بينها وبين كتابة الرجل في الوقت الذي يرفض الكثيرون فيه احتمال وجود كتابة مغايرة تنجزها المرأة العربية استيحاء لذاتها وشروطها ووضعها المقهور».

## نقد المصطلح
لم يتفق أغلب النقاد والأدباء على ماهية الأدب النسوي حيث انقسمت الآراء بين مؤيد ومعارض للمصطلح، ويعلل معارضو استخدام مصطلح الأدب النسوي رأيهم في أنه لا يجوز تقسيم الأدب إلى نسوي وغير نسوي، لأن الأدب يقدم مواضيع تلامس المجتمع بأكمله ولا يجوز تجزئته، ومن مناصري هذا الرأي الأديبة السورية غادة السمان، والروائية الجزائرية أحلام مستغانمي. بينما يرى المدافعون عن المصطلح أن المرأة تتمتع بخصوصة في الكتابة تجعل من الضروري بمكان تصنيف كتابتها في مجال مختلف عن الكتابة الذكورية تتحدد على ضوئه القيمة الابداعية للنص النسوي.

## كاتبات المسرح العربي
ما هو واضح للكثير من النقاد والمتابعين لتاريخ المسرح العربي، أن العرب تأخروا في دخول مضمار المسرح الحديث، فقد بدأ المسرح في بلاد الشام على يدي مارون النقاش. ولكن، دخول المرأة إلى مسألة الكتابة المسرحية، دون جدل، وبكل تأكيد، تأخّر كثيرًا، وبما أحد أهم الأسباب التي من الممكن أن نفسر بهي ذلك هي أنواع الدكتاتورية العربية على امتداد البلدان التي تتحدث اللغة العربية الأدب المسرحي العربي.
«المسرح النسائي» و «المسرح النسوي» مصطلحان ظهرا بين النقاد، والأجدر بنا أن نشرح كلاهما، فالأول يدّل على النشاط المسرحي الذي تقوم به النساء كمجموعات المسرح التي لا تضم سوى النساء أما جمهورها فهو خليط من الجنسين، ويمكنا أن نذكر مهرجان «مرا» التونسي {نُظّم حتى الآن ثلاث دورات منه} الذي هو مهرجان يقوم على فكرة المصطلح الأول. أما المصطلح الآخر، فهو المسرح الذي يعبأ بنصرة قضايا المرأة، بغض النظر عما إذا كان المخرج امرأة أو رجل.
وهناك نماذج مسرحية عربية عديدة ظهرت في العشرين سنة الأخيرة تمثل المصطلح الثاني، مثل: “ثلاث نساء فارعات” (عام 2000)، التي اقتبستها اللبنانية رندا الأسمر عن نص لإدوارد ألبي، وأخرجتها نضال الأشقر، وهي تصوّر رحلة حياة امرأة تتوزع على ثلاث مراحل (الماضي، الحاضر، والمستقبل)، منذ لحظات تفتّحها الأولى على الحياة، وعلى جسدها، لتكشف عن مدى الأسى الذي تحمله المرأة، خاصة حينما تعيش حياة منفتحة.
والمثال الثاني هو “حكي نسوان” (عام 2006)، للكاتبة والمخرجة المسرحية اللبنانية لينا خوري، من خلال أداء أربع ممثلات يقدمن اثنتي عشرة قصة لواقع الأنثى في المجتمع اللبناني، عبر مونولوجات جريئة تصل إلى حد القسوة على الذات وعلى المشاهد، وكأنها تحاول أن تضع مرآة مكبّرة على الخشبة لتري المتلقين من خلالها ما تعدّه عورات للمجتمع في تعامله مع المرأة.
والنموذج الثالث بعنوان “كلام في سرّي”، (عام 2007)، الذي اقتبسته الكاتبة المصرية عز درويش عن “حكي نسوان”، وأخرجته ريهام عبد الرازق، تبرز مقاربة لمشكلات المرأة المصرية، والهموم التي تحملها في رحلة حياتها منذ الطفولة إلى الممات من خلال وجهة نظر المرأة ذاتها، في سرد إيقاعات أحداث حياة ثلاث نساء، وما يتعرضن له من إجحاف وتهميش متعمّدات، عن طريق الكلام والحركة الإيمائية 
لكن، الاهتمام العربي بمسرح المرأة، على كافة أشكاله، لم يُعدّ محط اهتمام، حتى عام 2010، عندما أصدر ملتقى المسرح في الإسكندرية توقيع سبع كاتبات مسرحيات عربيات، والذي مثّل النصوص السبعة التي أُصدِرتْ باللغة العربية مع ترجمة إنجليزية في الكتاب نفسه وهي (باريس في الظل) للسورية يم مشهدي و (شبيهي) للمغربية بديعة الراضي وترجمتهما المصرية سارة عناني و (سيدة الأسرار عشتار) للتونسية حياة الرايس و (اللقب امرأة) للفلسطينية نهيل مهنا وترجمتهما المصرية سمية رمضان. كما ضم الحدث ثلاثة أعمال مصرية هي (إنترفيو) لنورا أمين و (شباكنا ستايره حرير) لمروة فاروق و (غانية مستترة) ليسرا الشرقاوي وترجمتها المصرية هالة كمال.